# Karl-Heinz Brücken
Karl-Heinz Brücken (* 24. September 1947) ist ein ehemaliger deutscher Fußballspieler. Er hat für die Vereine Arminia Bielefeld und Fortuna Düsseldorf insgesamt 71 Ligaspiele in der Fußball-Bundesliga absolviert und dabei acht Tore erzielt.

## Werdegang
Der Mittelfeldspieler und Stürmer begann seine Karriere beim Grevenbroicher Verein SV Rot-Weiss Elfgen und spielte ab 1967 beim Regionalligisten Bayer 04 Leverkusen. Bereits in seiner ersten Saison in Leverkusen, 1967/68, konnte er unter Trainer Theo Kirchberg und an der Seite des Ex-Nationalspielers Leo Wilden die Meisterschaft in der Fußball-Regionalliga West feiern. In der Bundesligaaufstiegsrunde kamen weitere sieben Spiele gegen Kickers Offenbach, TuS Neuendorf, Tennis Borussia Berlin und Arminia Hannover hinzu. Beim 4:1-Erfolg am 12. Juni 1968 gegen die „Veilchen“ aus Berlin erzielte der Angreifer drei Tore. Insgesamt wird er mit 119 Regionalligaspielen und 36 Toren für Bayer Leverkusen geführt. Im Jahre 1970 wechselte er zu Arminia Bielefeld, die gerade in die Bundesliga aufgestiegen war. Am ersten Spieltag, den 15. August 1970, debütierte er beim Auswärtsspiel gegen Borussia Dortmund in der Bundesliga. Für die Arminia erzielte er in 61 Bundesligaspielen acht Tore, sieben davon erzielte er in der zweiten Saison 1971/72. Während der Saison 1972/73 wechselte Brücken zu Borussia Dortmund, ehe er 1974 zum Bundesligisten Fortuna Düsseldorf wechselte. Für die Fortuna spielte er nur zehn Mal und blieb ohne Torerfolg. Im Jahre 1976 wechselte er zum Zweitligisten Westfalia Herne, wo er zwei Jahre lang spielte. In 71 Spielen für die Westfalia erzielte er 15 Tore. Im Mai 1978 erzielte er im Spiel gegen Fortuna Köln das Tor des Monats. Von 1978 bis 1980 war Karl-Heinz Brücken Spielertrainer beim TuS Grevenbroich, bevor er seine Karriere beendete.